# Antonio Cipolla

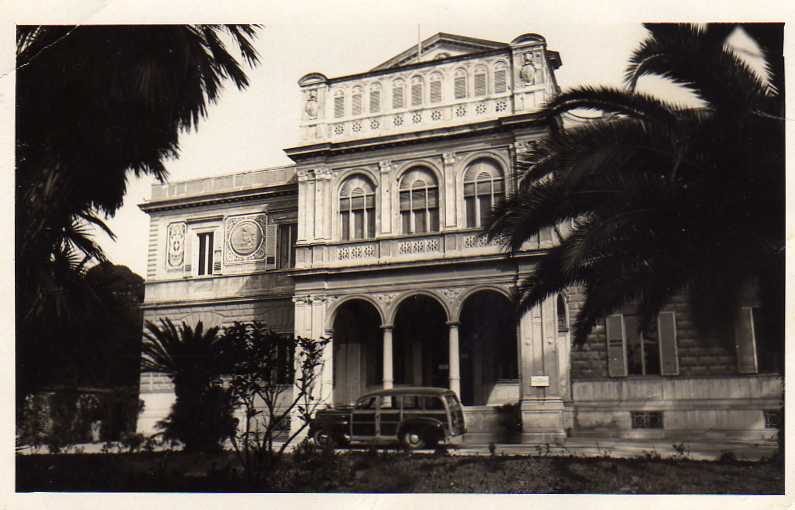
Villa Attias a Livorno (scomparsa).

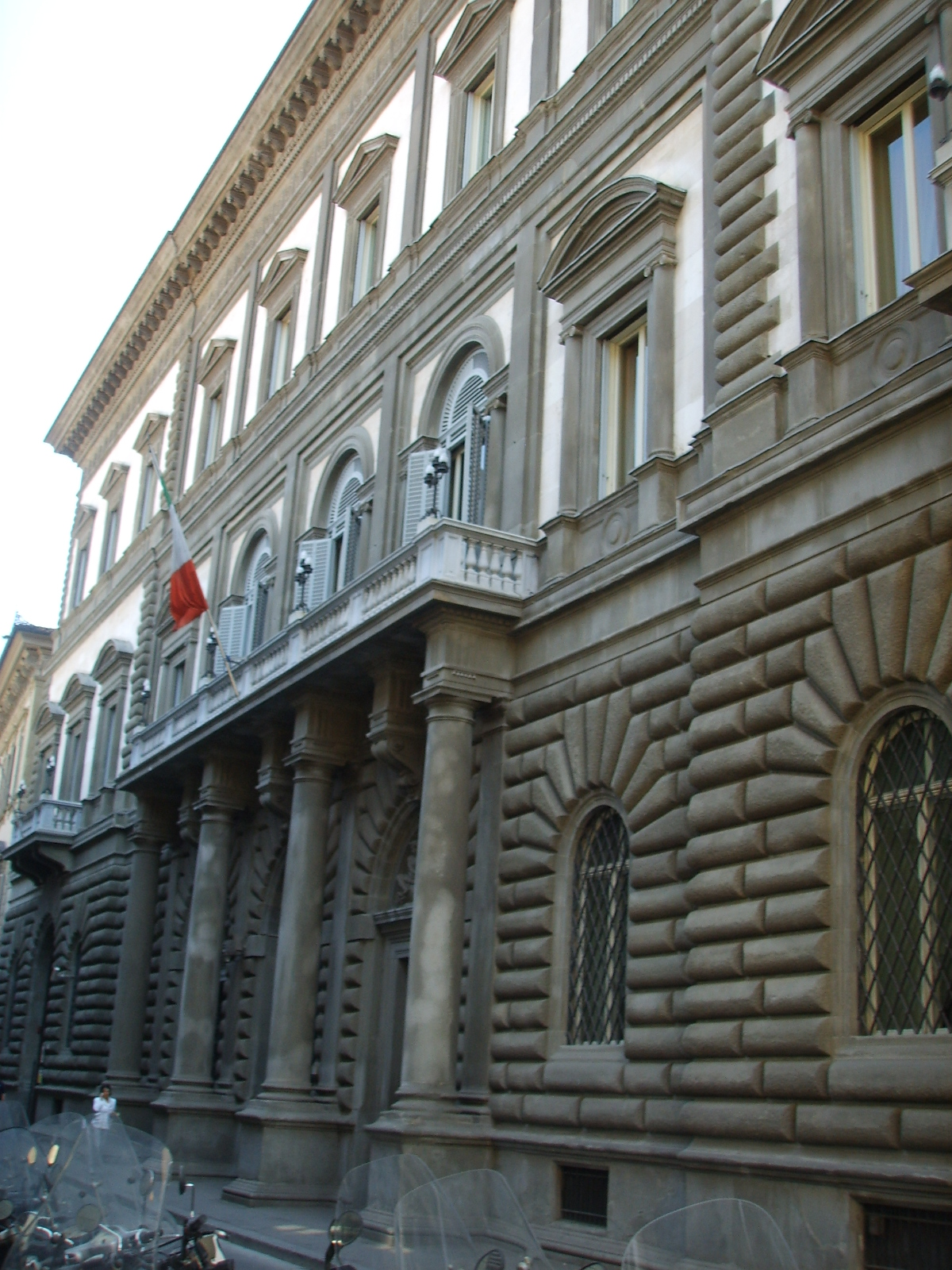
Palazzo della Banca d'Italia, a Firenze.

Antonio Cipolla (Napoli, 4 febbraio 1822 – Roma, 15 luglio 1874) è stato un architetto italiano.

## Biografia
Fu attivo a soprattutto a Bologna, Firenze e Roma, dove solitamente fu artefice di uno stile accademico teso ad imitare l'architettura rinascimentale (si veda la voce sull'architettura neorinascimentale).
A Roma eseguì alcuni lavori nella chiesa dello Spirito Santo dei Napoletani, per la quale innalzò la facciata (1853). Negli anni fra il 1859 ed il 1863 si occupò del restauro degli interni di Palazzo Farnese, il cui piano nobile doveva ospitare Francesco II, in esilio a Roma dopo l'annessione del Regno delle Due Sicilie da parte del Regno d'Italia. 
Tra il 1861 ed il 1864 costruì la sede della Banca d'Italia a Bologna, in piazza Cavour, dove progettò anche il Palazzo Silvani.

Fu particolarmente attivo nella Firenze capitale del Regno d'Italia, dove collaborò con Vincenzo Micheli nella sistemazione di Villa Fabbricotti (1864); tra il 1865 ed il 1869 realizzò quindi l'imponente Palazzo della Banca d'Italia. Nel 1865 fu ammesso al concorso di terzo grado per la facciata della cattedrale di Santa Maria del Fiore, dal quale uscì vincitore il disegno di Emilio De Fabris.
Nello stesso anno, a Napoli, fu incaricato di realizzare il palazzo di Ferdinando Palasciano sulla collina di Capodimonte, modificando la pianta di un edificio preesistente e inserendovi, tra l'altro, una svettante torre merlata.

Nel 1871, su commissione della famiglia Scaramangà, fu incaricato di eseguire il rifacimento della villa Attias di Livorno, demolita dopo il 1968.
Progettò anche monumenti a Bologna e Roma.
Dopo aver ottenuto, nel corso della sua attività professionale, numerose onorificenze in diverse accademie romane, alla sua morte, il suo archivio personale venne donato all'Accademia di San Luca.